# Olio essenziale di ylang-ylang
L'olio essenziale di ylang-ylang è utilizzato nell'industria dei profumi e in aromaterapia. Rappresenta quasi il 30% delle esportazioni delle Comore (1998).

L'aromaterapia attribuisce all'ylang-ylang proprietà sedative, antidepressive, afrodisiache, antisettiche, tonificanti del sistema nervoso e del sistema circolatorio, anti-ipertensive e anti-tachicardiche.
È utilizzato nella cura dei problemi cutanei, nelle punture di insetti, nelle problematiche sessuali e nei casi di ansia, depressione, insonnia.